# Erechthias percnomicta
Erechthias percnomicta är en fjärilsart som beskrevs av Edward Meyrick 1934. Erechthias percnomicta ingår i släktet Erechthias och familjen äkta malar. Inga underarter finns listade i Catalogue of Life.